# Alvin Queen
Alvin Queen es un baterista de jazz suizo nacido en Estados Unidos en el Bronx, Nueva York, el 16 de agosto de 1950. A los 16 años, tocó para Ruth Brown y Don Pullen y con el trío Wild Bill Davis. Tocó con el trombonista Benny Green y el guitarrista Tiny Grimes en 1969 y reemplazó a Billy Cobham en el quinteto de Horace Silver. También tocó con el cuarteto de George Benson antes de reunirse con Charles Tolliver en noviembre de 1971. Durante los años setenta vivió en Canadá, antes de establecerse en Suiza en 1979 y crear el sello discográfico  Nilva, un anagrama de su nombre de pila.
También ha tocado con Michael Brecker, Kenny Drew, Oscar Peterson, Bennie Wallace, Duško Gojković, Johnny Griffin y George Coleman.

## Discografía

### Como líder
- Alvin Queen in Europe (Nilva, 1980)
- Ashanti (Nilva, 1981)
- Glidin' and Stridin'  (Nilva, 1981) con Junior Mance
- A Day in Holland (Nilva, 1983) con Dusko Goykovich
- Lenox and Seventh (Black &amp; Blue, 1985) con Dr. Lonnie Smith
- Jammin' Uptown (Nilva, 1985)
- I'm Back (Nilva, 1992)
- I Ain't Looking at You (Justin Time, 2005)
- Mighty Long Way (Justin Time, 2008)
- Night Train To Copenhaguen (Stunt Records, 2021)
- Feeling Good (Stunt Records, 2024)

### Como acompañante

#### Con Pierre Boussaguet
- Charme (Polydor 1998)

Con George Coleman
- At Yoshi's (Theresa, 1989)

Con Eddie "Lockjaw" Davis
- Jaw's Blues (Enja, 1981)

Con John Hicks y Elise Wood
- Luminous (Nilva, 1988)

Con Tete Montoliu
- Groovin' High in Barcelona, with the Tete Montoliu Trio (Fresh Sound Records, 2021 [1988])

Con Horace Parlan
- Pannonica (Enja, 1981 [1984])

Con John Patton
- Soul Connection (Nilva, 1983)

Con Pharoah Sanders
- A Prayer Before Dawn (Theresa, 1987)

Con Charles Tolliver
- Impact (Enja, 1972)
- Live at the Loosdrecht Jazz Festival (Strata-East, 1973)

Con Warren Vaché
- Talk to Me Baby (Muse, 1996)